# Glipostena dimorpha
Glipostena dimorpha is een keversoort uit de familie spartelkevers (Mordellidae). De wetenschappelijke naam van de soort is voor het eerst geldig gepubliceerd in 1999 door Franciscolo.